# Campeonato Mundial de Natação em Piscina Curta de 2014 - 50 m costas masculino
A prova dos 50 metros nado costas masculino do Campeonato Mundial de Natação em Piscina Curta de 2014 foi disputado entre 5 e 6 de dezembro no Centro Aquático Aspire Sports Complex em Doha.

## Recordes
Antes desta competição, os recordes mundiais e do campeonato nesta prova eram os seguintes:
|    | Nome             | Nacionalidade  | Tempo | Local     | Data                   |
| -- | ---------------- | -------------- | ----- | --------- | ---------------------- |
| WR | Peter Marshall   | Estados Unidos | 22.61 | Singapura | 22 de novembro de 2009 |
| CR | Stanislav Donets | Rússia         | 22.93 | Dubai     | 18 de dezembro de 2010 |

Os seguintes recordes foram estabelecidos durante a competição: 
| Date       | Prova | Nome             | Nacionalidade | Tempo | Recorde |
| ---------- | ----- | ---------------- | ------------- | ----- | ------- |
| 6 Dezembro | Final | Florent Manaudou | França        | 22.22 | WR, CR  |

## Medalhistas
| Ouro                   | Prata               | Bronze                 |
| Florent Manaudou (FRA) | Eugene Godsoe (USA) | Stanislav Donets (RUS) |

## Resultados

### Eliminatórias
As eliminatórias ocorreram dia 5 de dezembro.  
| Colocação | Bateria | Raia | Nome                    | Nacionalidade                   | Tempo | Notas |
| --------- | ------- | ---- | ----------------------- | ------------------------------- | ----- | ----- |
| 1         | 10      | 4    | Florent Manaudou        | França                          | 23.24 | Q     |
| 2         | 11      | 6    | Stanislav Donets        | Rússia                          | 23.29 | Q     |
| 3         | 8       | 4    | Matt Grevers            | Estados Unidos                  | 23.32 | Q     |
| 4         | 11      | 4    | Eugene Godsoe           | Estados Unidos                  | 23.37 | Q     |
| 5         | 10      | 3    | Chris Walker-Hebborn    | Reino Unido                     | 23.44 | Q     |
| 6         | 11      | 5    | Benjamin Stasiulis      | França                          | 23.48 | Q     |
| 7         | 11      | 2    | Lavrans Solli           | Noruega                         | 23.50 | Q     |
| 8         | 10      | 5    | Guilherme Guido         | Brasil                          | 23.55 | Q     |
| 9         | 11      | 3    | Niccolo Bonacchi        | Itália                          | 23.60 | Q     |
| 10        | 9       | 4    | Mitchell Larkin         | Austrália                       | 23.69 | Q     |
| 11        | 9       | 3    | Christian Diener        | Alemanha                        | 23.70 | Q     |
| 12        | 7       | 2    | Albert Subirats         | Venezuela                       | 23.71 | Q     |
| 13        | 10      | 9    | Ryosuke Irie            | Japão                           | 23.75 | Q     |
| 14        | 10      | 6    | Sun Xiaolei             | China                           | 23.77 | Q     |
| 15        | 9       | 5    | Guy Barnea              | Israel                          | 23.87 | Q     |
| 16        | 9       | 7    | Henrique Martins        | Brasil                          | 23.90 | Q     |
| 17        | 9       | 2    | Russell Wood            | Canadá                          | 23.93 |       |
| 18        | 11      | 0    | Daniel Carranza         | México                          | 23.97 |       |
| 19        | 6       | 4    | Omar Pinzón             | Colômbia                        | 23.98 |       |
| 20        | 9       | 1    | Simone Sabbioni         | Itália                          | 23.99 |       |
| 20        | 11      | 1    | Yuki Shirai             | Japão                           | 23.99 |       |
| 22        | 9       | 0    | Apostolos Christou      | Grécia                          | 24.06 |       |
| 23        | 11      | 7    | David Gamburg           | Israel                          | 24.11 |       |
| 24        | 10      | 7    | Viktar Staselovich      | Bielorrússia                    | 24.15 |       |
| 25        | 7       | 9    | Antons Voitovs          | Letônia                         | 24.23 |       |
| 26        | 11      | 9    | Dávid Földházi          | Hungria                         | 24.25 |       |
| 27        | 10      | 2    | Alexandr Tarabrin       | Cazaquistão                     | 24.26 |       |
| 28        | 6       | 2    | Rexford Tullius         | Ilhas Virgens Americanas        | 24.27 |       |
| 29        | 9       | 6    | Alexis Santos           | Portugal                        | 24.29 |       |
| 29        | 10      | 1    | Ryan Pini               | Papua-Nova Guiné                | 24.29 |       |
| 31        | 9       | 8    | Robert Glinţă           | Roménia                         | 24.34 |       |
| 32        | 11      | 8    | Ricky Ellis             | África do Sul                   | 24.45 |       |
| 33        | 10      | 0    | Gábor Balog             | Hungria                         | 24.49 |       |
| 34        | 8       | 6    | Lin Yongqing            | China                           | 24.61 |       |
| 35        | 7       | 3    | Charl Crous             | África do Sul                   | 24.63 |       |
| 36        | 10      | 8    | Jānis Šaltāns           | Letônia                         | 24.75 |       |
| 37        | 8       | 8    | Martin Baďura           | Chéquia                         | 24.82 |       |
| 38        | 8       | 1    | Lukas Rauftlin          | Suíça                           | 24.84 |       |
| 39        | 8       | 3    | Lau Shiu Yue            | Hong Kong                       | 24.86 |       |
| 40        | 7       | 5    | Martin Zhelev           | Bulgária                        | 24.91 |       |
| 41        | 8       | 0    | Wang Yu-lian            | Taipé Chinesa                   | 25.02 |       |
| 42        | 6       | 3    | Armando Barrera         | Cuba                            | 25.04 |       |
| 43        | 8       | 7    | Saša Gerbec             | Croácia                         | 25.08 |       |
| 44        | 8       | 5    | Charles Hockin          | Paraguai                        | 25.28 |       |
| 45        | 6       | 8    | Boris Kirillov          | Azerbaijão                      | 25.36 |       |
| 36        | 8       | 2    | Ryad Djendouci          | Argélia                         | 25.39 |       |
| 47        | 7       | 7    | Jamal Chavoshifar       | Irão                            | 25.40 |       |
| 48        | 8       | 9    | Kristinn Þórarinsson    | Islândia                        | 25.41 |       |
| 49        | 9       | 9    | Ng Kai Hong Henry       | Hong Kong                       | 25.46 |       |
| 50        | 5       | 4    | Matthew Abeysinghe      | Sri Lanka                       | 25.57 |       |
| 51        | 7       | 6    | Daniil Bukin            | Uzbequistão                     | 25.73 |       |
| 52        | 6       | 5    | Merdan Atayev           | Turquemenistão                  | 25.80 |       |
| 53        | 6       | 1    | David van der Colff     | Botswana                        | 25.99 |       |
| 54        | 7       | 8    | Soroush Ghandchi        | Irão                            | 26.05 |       |
| 55        | 7       | 4    | Kolbeinn Hrafnkelsson   | Islândia                        | 26.10 |       |
| 56        | 7       | 1    | Gabriel Melconian       | Uruguai                         | 26.39 |       |
| 57        | 5       | 1    | Peter Wetzlar           | Zimbabwe                        | 26.47 |       |
| 58        | 6       | 6    | Chad Idensohn           | Zimbabwe                        | 26.52 |       |
| 59        | 5       | 5    | Grigorii Kalminskiy     | Azerbaijão                      | 26.53 |       |
| 60        | 6       | 9    | Gorazd Chepishevski     | Macedônia do Norte              | 26.56 |       |
| 61        | 6       | 0    | Driss Lahrichi          | Marrocos                        | 26.57 |       |
| 62        | 5       | 3    | Neil Muscat             | Malta                           | 26.60 |       |
| 63        | 5       | 8    | Rodrigo Suriano         | El Salvador                     | 26.70 |       |
| 64        | 4       | 2    | Axel Ngui               | Filipinas                       | 26.77 |       |
| 65        | 3       | 4    | Winter Heaven           | Samoa                           | 26.95 |       |
| 66        | 6       | 7    | Hamdan Bayusuf          | Quênia                          | 27.00 |       |
| 67        | 4       | 5    | Patrick Groters         | Aruba                           | 27.08 |       |
| 68        | 5       | 2    | Yum Cheng Man           | Macau                           | 27.23 |       |
| 69        | 5       | 6    | Yaaqoub Al-Saadi        | Emirados Árabes Unidos          | 27.30 |       |
| 70        | 4       | 3    | Igor Mogne              | Moçambique                      | 27.40 |       |
| 71        | 5       | 7    | Maroun Waked            | Líbano                          | 27.51 |       |
| 72        | 5       | 9    | Jeremy Kostons          | Curaçau                         | 27.65 |       |
| 73        | 4       | 9    | Noah Mascoll-Gomes      | Antígua e Barbuda               | 27.87 |       |
| 74        | 4       | 6    | Faraj Saleh             | Bahrein                         | 27.89 |       |
| 75        | 3       | 3    | Mohammad Abdo           | Palestina                       | 28.06 |       |
| 76        | 5       | 0    | Aram Kostanyan          | Armênia                         | 28.15 |       |
| 77        | 7       | 0    | Jevon Atkinson          | Jamaica                         | 28.23 |       |
| 78        | 4       | 4    | Jordan Gonzalez         | Gibraltar                       | 28.31 |       |
| 79        | 4       | 1    | Nathan Nades            | Papua-Nova Guiné                | 28.36 |       |
| 80        | 4       | 0    | Rony Bakale             | República do Congo              | 28.46 |       |
| 81        | 4       | 7    | Noah Al-Khulaifi        | Catar                           | 28.73 |       |
| 82        | 4       | 8    | Matar Samb              | Senegal                         | 29.29 |       |
| 83        | 3       | 2    | Andrew Hopkin           | Granada                         | 29.33 |       |
| 84        | 3       | 7    | Arnold Kisulo           | Uganda                          | 29.56 |       |
| 85        | 3       | 8    | Dean Hoffman            | Seicheles                       | 29.67 |       |
| 86        | 3       | 1    | Nikolas Sylvester       | São Vicente e Granadinas        | 29.93 |       |
| 87        | 3       | 6    | Kgosietsile Molefinyane | Botswana                        | 29.97 |       |
| 88        | 3       | 0    | Emil Rahmatulin         | Turquemenistão                  | 30.09 |       |
| 89        | 2       | 5    | Aliasger Karimjee       | Tanzânia                        | 30.25 |       |
| 90        | 2       | 6    | Giordan Harris          | Ilhas Marshall                  | 30.27 |       |
| 91        | 2       | 2    | Tongli Panuve           | Tonga                           | 30.49 |       |
| 92        | 1       | 4    | Thol Thoeun             | Camboja                         | 30.57 |       |
| 93        | 3       | 5    | J'Air Smith             | Antígua e Barbuda               | 30.67 |       |
| 94        | 2       | 1    | Adam Moncherry          | Seicheles                       | 30.83 |       |
| 95        | 2       | 4    | Aleksander Ngresi       | Albânia                         | 31.05 |       |
| 96        | 2       | 3    | Temaruata Strickland    | Ilhas Cook                      | 31.22 |       |
| 97        | 3       | 9    | Storm Hablich           | São Vicente e Granadinas        | 31.59 |       |
| 98        | 2       | 9    | Htut Ahnt Khaung        | Myanmar                         | 31.97 |       |
| 99        | 1       | 7    | Justine Rodriguez       | Estados Federados da Micronésia | 32.00 |       |
| 100       | 1       | 8    | Tommy Imazu             | Guam                            | 32.59 |       |
| 101       | 1       | 1    | Tanner Poppe            | Guam                            | 33.47 |       |
| 102       | 1       | 5    | Miraj Prajapati         | Nepal                           | 33.57 |       |
| 103       | 1       | 6    | Ebrahim Al-Maleki       | Iêmen                           | 33.61 |       |
| 104       | 1       | 2    | Sami Al-Sayaghi         | Iêmen                           | 36.07 |       |
| 105       | 1       | 3    | Awoussou Ablam          | Benim                           | 37.38 |       |
| 105       | 2       | 0    | Idriss Mutankabandi     | Burundi                         | 37.38 |       |
| 107       | 2       | 8    | Billy-Scott Irakoze     | Burundi                         | 37.91 |       |
| —         | 1       | 0    | Mazabalo Awizoba        | Togo                            |       | DNS   |
| —         | 2       | 7    | Umarkhon Alizoda        | Tajiquistão                     |       | DNS   |

### Semifinal
A semifinal  ocorreu dia 5 de dezembro. 

#### Semifinal 1
| Colocação | Raia | Nome               | Nacionalidade  | Tempo | Notas |
| --------- | ---- | ------------------ | -------------- | ----- | ----- |
| 1         | 7    | Albert Subirats    | Venezuela      | 23.17 | Q, SA |
| 2         | 5    | Eugene Godsoe      | Estados Unidos | 23.19 | Q     |
| 3         | 2    | Mitchell Larkin    | Austrália      | 23.33 | Q     |
| 4         | 4    | Stanislav Donets   | Rússia         | 23.41 | Q     |
| 5         | 6    | Guilherme Guido    | Brasil         | 23.42 |       |
| 6         | 3    | Benjamin Stasiulis | França         | 23.47 |       |
| 7         | 1    | Sun Xiaolei        | China          | 23.62 |       |
| 8         | 8    | Henrique Martins   | Brasil         | 23.93 |       |

#### Semifinal 2
| Colocação | Raia | Nome                 | Nacionalidade  | Tempo | Notas |
| --------- | ---- | -------------------- | -------------- | ----- | ----- |
| 1         | 4    | Florent Manaudou     | França         | 22.97 | Q     |
| 2         | 5    | Matt Grevers         | Estados Unidos | 23.27 | Q     |
| 3         | 6    | Lavrans Solli        | Noruega        | 23.33 | Q     |
| 4         | 3    | Chris Walker-Hebborn | Grã-Bretanha   | 23.34 | Q     |
| 5         | 2    | Niccolo Bonacchi     | Itália         | 23.48 |       |
| 6         | 8    | Guy Barnea           | Israel         | 23.49 |       |
| 7         | 7    | Christian Diener     | Alemanha       | 23.51 |       |
| 8         | 1    | Ryosuke Irie         | Japão          | 23.63 |       |

### Final
A final teve sua disputa realizada em 6 de dezembro. 
| Colocação         | Raia | Nome                 | Nacionalidade  | Tempo | Notas |
| ----------------- | ---- | -------------------- | -------------- | ----- | ----- |
| Medalha de ouro   | 4    | Florent Manaudou     | França         | 22.22 | WR    |
| Medalha de prata  | 3    | Eugene Godsoe        | Estados Unidos | 23.05 |       |
| Medalha de bronze | 8    | Stanislav Donets     | Rússia         | 23.10 |       |
| 4                 | 5    | Albert Subirats      | Venezuela      | 23.16 | SA    |
| 5                 | 2    | Mitchell Larkin      | Austrália      | 23.18 |       |
| 6                 | 6    | Matt Grevers         | Estados Unidos | 23.32 |       |
| 7                 | 1    | Chris Walker-Hebborn | Grã-Bretanha   | 23.33 |       |
| 8                 | 7    | Lavrans Solli        | Noruega        | 23.48 |       |

Legenda
| Recorde mundial       | Recorde mundial (World record)               |                       | Recorde africano                      | Recorde africano (African) |                                           | Q | Classificado por posição (Qualified) |
| Recorde do campeonato | Recorde do campeonato (Championship record)  | Recorde da América    | Recorde da América (Americas)         | q                          | Classificado por melhor tempo (Qualified) |   |                                      |
| Melhor marca do ano   | Melhor marca do ano (World leading)          | Recorde asiático      | Recorde asiático (Asian)              | DNS                        | Não largou (Did not start)                |   |                                      |
| Recorde nacional      | Recorde nacional (National record)           | Recorde europeu       | Recorde europeu (European)            | DNF                        | Não terminou (Did not finish)             |   |                                      |
| Recorde pessoal       | Recorde pessoal do atleta (Personal best)    | Recorde da Oceania    | Recorde da Oceania (Oceania)          | DSQ / DQ                   | Desclassificado (Disqualified)            |   |                                      |
| Recorde da temporada  | Recorde da temporada do atleta (Season best) | Recorde sul-americano | Recorde sul-americano (South America) | NM                         | Sem marca (No mark)                       |   |                                      |